# Guldrushen i Nome

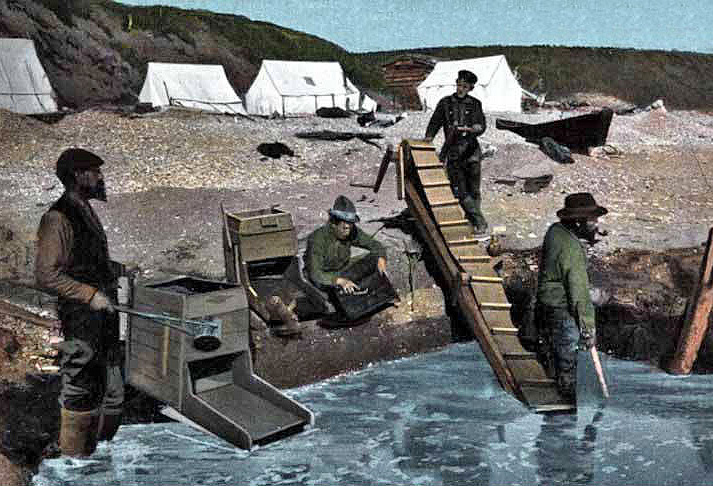
Guldvaskare på stranden vid Nome, 1900.

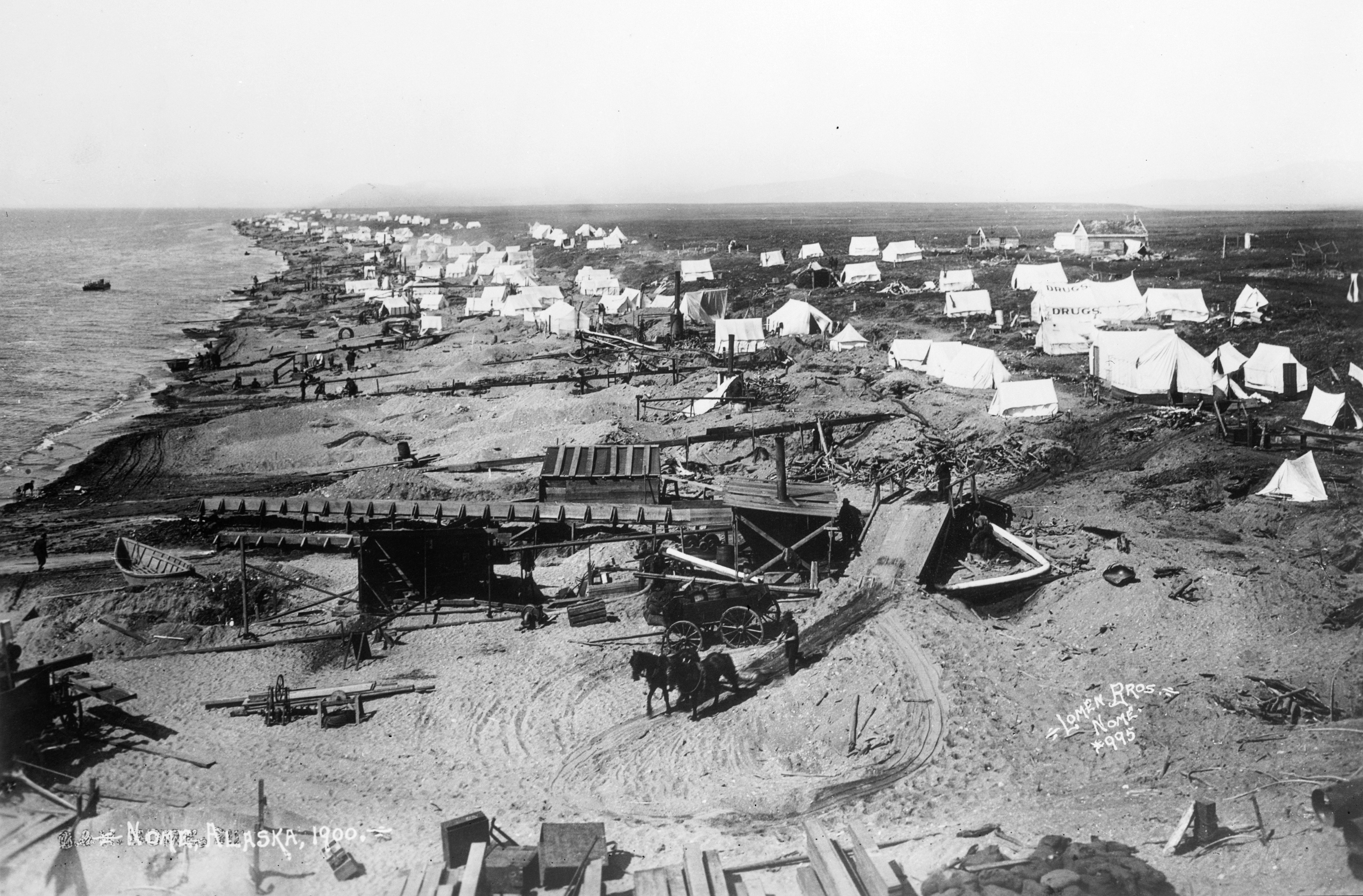
Stranden väster om Nome, 1900. På stranden syns tält och utrustning för guldutvinning.

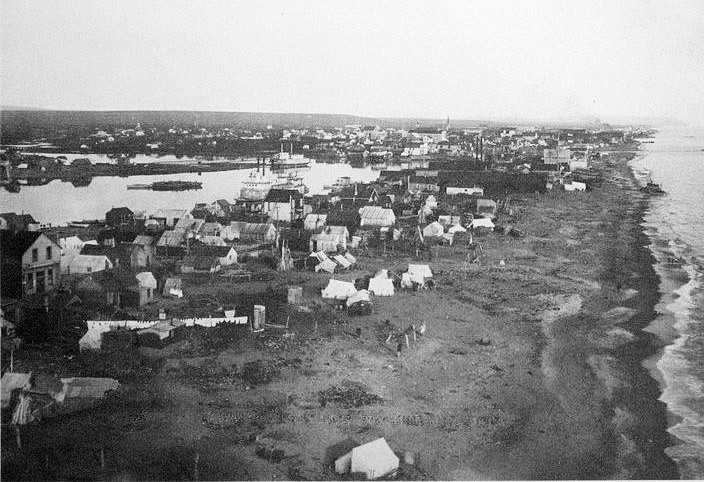
Nome 1903.

Guldrushen i Nome var en guldrush  i Nome i Alaska i USA, som varade ungefär åren 1899–1909. Till skillnad från andra guldrusher var det i Nome mycket lätt att utvinna guldet, vilket till stor del fanns i strandsanden och där kunde samlas in utan att det krävdes inmutningar. 
Tillsammans med guldrushen i Klondike (1896–1899) och guldrushen i Fairbanks (1903–1911), var den i Nome bland de största guldrusherna i Nordamerika norr om 60 graders breddgrad. Guldletare från Klondike och senare rusher som den i Fairbanks deltog i Nome. Staden Nome överlevde och det finns ett område där guld fortfarande bryts, bland annat av fritidsvaskare. Det har beräknats att sammanlagt 112 ton guld utvunnits i området.

## Upptäckt av guld
Staden Nome, vid mynningen av Snake River på Sewardhalvön vid Norton Sound vid Berings sund, var centrum för guldrushen. Inupiaq-inuiter hade haft bosättningar i området fram till dess ryska kolonister anlände. Under 1700-talet anlades den ryska hamnen Sankt Mikail, 225 kilometer sydost om nuvarande Nome, som utgångspunkt för seglats på floden Yukon. Hamnen besöktes av pälshandlare och valfångare från flera länder. Några missionsstationer grundades i början av 1880-talet. Små kvantiteter guld hittades i det numera övergivna samhället Council 1897, året innan guld hittades i Nome, och senare hittades guld också på andra platser i närheten. 
I september 1898 upptäcktes guld i Anvil Creek av "tre lyckosamma svenskar": norskamerikanen Jafet Lindeberg samt de två svenskamerikanerna Erik Lindblom och John Brynteson. Nyheten spred sig samma vinter till omvärlden. År 1899 hade Nome en befolkning på 10 000, varav många kommit dit från guldrushen i Klondyke. Samma år hittades guld i sanden på stranden ett tiotal kilometer längs kusten vid Nome, vilket utlöste en stor rush. Tusentals fler människor strömmade till Nome våren 1900 på ångbåtar från Seattle och San Francisco. År 1900 sträckte sig tältstäder bortåt 50 kilometer utmed kusten mellan Cape Rodney och Cape Nome.

## Guldutvinning

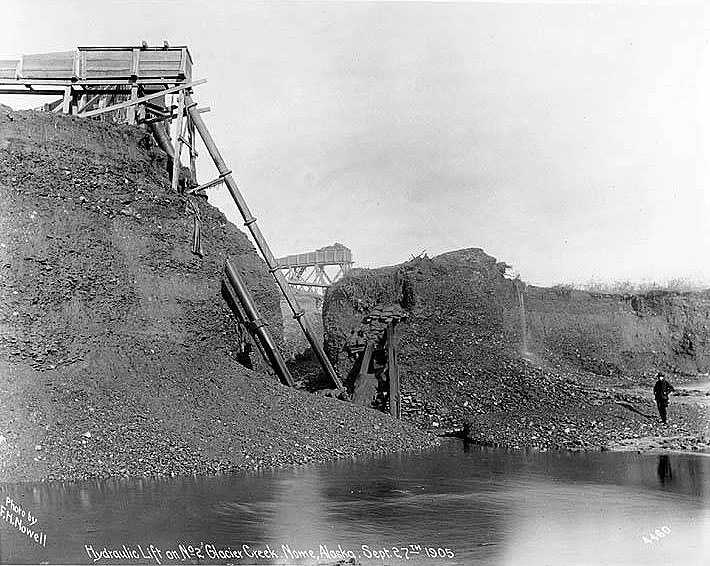
Utvinning i en bäck med hydraulisk lyft 1905, med en man bredvid en 15 meter hög maskin som grävt upp sand från bäckens botten och byggt upp en strandkant.

### På stranden
På stränderna tillämpas inte något inmutningssystem. Guldutvinningen på stränderna skedde så småningom med mer mekanisk utrustning. I början skedde det med vaskning för hand. Från 1900 användes små pumpar och andra maskiner och omkring 1902 började stora företag ta över. Säsongen var kort: strandsanden kunde bara bearbetas mellan juni och oktober. Den lokala polisstyrkan tvingade dem som inte hade tillräckligt bra bostad för att klara kyla att lämna området över vintern.

### I bäckravinerna
Att vaska i bäckar för guld i Alaska är långsamt och kallt. Liksom i Klondike finns permafrost strax under ytlagret. I Nome användes olika sorts utrustning för att gräva i marken och föra upp sand och grus. De utvinningsmetoder som användes var kvantitativa med stora mängder sand processade, medan kvaliteten på själva utvinningen guld från sand var låg. För att underlätta grävandet användes ånga för att mjuka upp marken. Ånga användes också för att samla ihop högar och grus vintertid, grus som sedan genomsöktes påföljande sommar.

## Samhället Nome
Huvudartikel: Nome

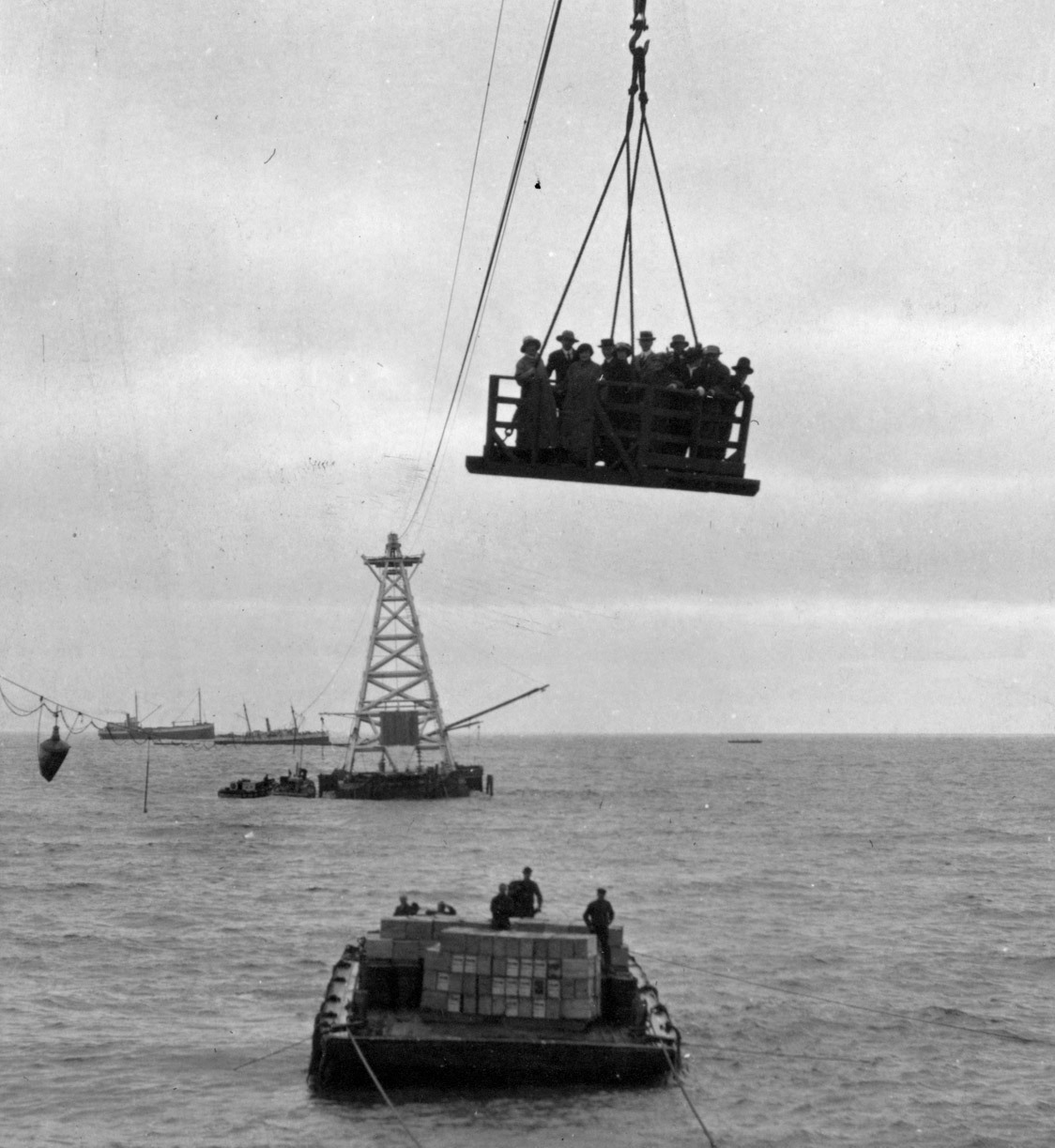
Persontransport med kabelbana i Nome samt läktare med gods

År 1905 hade Nome skolor, kyrkor, lokala dagstidningar, ett sjukhus, restauranger, affärer, postkontor och elverk. Ett uppvärmt växthus på andra sidan Snake River levererade färska grönsaker och staden hade några av de första bilarna i Alaska. År 1904 öppnade ett telegrafkontor med radiotrafik till Sankt Michael och därifrån med kabel till Seattle.
Under guldrushen fanns ännu inte någon hamn för större fartyg i Nome, endast för båtar för lokal trafik. Skepp fick ankra på redden. 
Åren 1904 och 1905 hittades på nytt guld på tidigare exploaterade stränder ovanför högvattenlinjen. Detta ledde till förnyad utvinning nära Nome, men dessa perioder blev kortvariga. Nome nådde sitt högsta befolkningstal 20 000 i början av 1900-talet, men det sjönk till 2 600 år 1909.